# Nord LB Open 2001
Il Nord LB Open 2001 è stato un torneo di tennis facente parte della categoria ATP Challenger Series nell'ambito dell'ATP Challenger Series 2001. Il torneo si è giocato a Braunschweig in Germania dal 18 al 24 giugno 2001 su campi in terra rossa.

## Vincitori

### Singolare
Andrea Gaudenzi ha battuto in finale  Younes El Aynaoui con il punteggio di 3–6, 7–6(5), 6–4

### Doppio
Karsten Braasch /  Jens Knippschild hanno battuto in finale  Feliciano López /  Francisco Roig con il punteggio di 6–1, 6–1